# Campionati europei di bob 2014
I Campionati europei di bob 2014, quarantottesima edizione della manifestazione organizzata dalla Federazione Internazionale di Bob e Skeleton, si sono disputati il 25 e il 26 gennaio 2014 a Schönau am Königssee, in Germania, sulla pista omonima, il tracciato sul quale si svolsero le rassegne continentali del 1971 (unicamente nel bob a due), del 1992, del 1997 e del 2001 (in entrambe le specialità maschili). La località dell'Alta Baviera sita al confine con l'Austria ha quindi ospitato le competizioni europee per la quinta volta nel bob a due uomini, per la quarta nel bob a quattro e per la prima nel bob a due donne.
Anche questa edizione si è svolta con la modalità della "gara nella gara", contestualmente alla settima e ultima tappa della Coppa del Mondo 2013/14 e ai campionati europei di skeleton 2014.

## Risultati

### Bob a due uomini
La gara si è svolta il 25 gennaio 2014 nell'arco di due manches ed hanno preso parte alla competizione 20 compagini in rappresentanza di 14 differenti nazioni.
| Pos. | Atleti                               | Nazione     | Tempo   | Distacco |
| ---- | ------------------------------------ | ----------- | ------- | -------- |
|      | Beat Hefti Alex Baumann              | Svizzera    | 1:39.86 |          |
|      | Rico Peter Thomas Lamparter          | Svizzera    | 1:40.11 | +0.25    |
|      | Thomas Florschütz Kevin Kuske        | Germania    | 1:40.36 | +0.50    |
| 4    | Maximilian Arndt Alexander Rödiger   | Germania    | 1:40.44 | +0.58    |
| 5    | Oskars Ķibermanis Vairis Leiboms     | Lettonia    | 1:40.56 | +0.70    |
| 6    | Francesco Friedrich Jannis Bäcker    | Germania    | 1:40.60 | +0.74    |
| 7    | Edwin van Calker Bror van der Zijde  | Paesi Bassi | 1:40.78 | +0.92    |
| 8    | Simone Bertazzo Simone Fontana       | Italia      | 1:40.89 | +1.03    |
| 9    | Dawid Kupczyk Pawel Mroz             | Polonia     | 1:41.18 | +1.32    |
| 10   | Nicolae Istrate Florin Cezar Crăciun | Romania     | 1:41.25 | +1.39    |

### Bob a quattro
La gara si è svolta il 26 gennaio 2014 nell'arco di due manches ed hanno preso parte alla competizione 18 compagini in rappresentanza di 13 differenti nazioni.
| Pos. | Atleti                                                            | Nazione     | Tempo   | Distacco |
| ---- | ----------------------------------------------------------------- | ----------- | ------- | -------- |
|      | Beat Hefti Alex Baumann Jürg Egger Thomas Amrhein                 | Svizzera    | 1:38.63 |          |
|      | John James Jackson Stuart Benson Bruce Tasker Joel Fearon         | Regno Unito | 1:38.85 | +0.22    |
|      | Francesco Friedrich Alex Mann Gregor Bermbach Thorsten Margis     | Germania    | 1:38.86 | +0.23    |
| 4    | Oskars Melbārdis Daumants Dreiškens Arvis Vilkaste Jānis Strenga  | Lettonia    | 1:38.92 | +0.29    |
| 5    | Edwin van Calker Bror van der Zijde Yannick Greiner Arno Klaassen | Paesi Bassi | 1:39.01 | +0.38    |
| 6    | Maximilian Arndt Marko Hübenbecker Alexander Rödiger Jan Speer    | Germania    | 1:39.02 | +0.39    |
| 7    | Thomas Florschütz Jannis Bäcker Martin Grothkopp Christian Poser  | Germania    | 1:39.17 | +0.54    |
| 8    | Simone Bertazzo Simone Fontana William Frullani Francesco Costa   | Italia      | 1:39.55 | +0.72    |
| 9    | Aleksej Gorlačëv Filipp Egorov Jurij Selichov Sergej Prudnikov    | Russia      | 1:39.55 | +0.92    |
| 10   | Oskars Ķibermanis Raivis Broks Helvijs Lūsis Vairis Leiboms       | Lettonia    | 1:39.58 | +0.95    |

### Bob a due donne
La gara si è svolta il 26 gennaio 2014 nell'arco di due manches ed hanno preso parte alla competizione 9 compagini in rappresentanza di 6 differenti nazioni.
| Pos. | Atlete                             | Nazione     | Tempo   | Distacco |
| ---- | ---------------------------------- | ----------- | ------- | -------- |
|      | Fabienne Meyer Tanja Mayer         | Svizzera    | 1:44.01 |          |
|      | Sandra Kiriasis Franziska Fritz    | Germania    | 1:44.32 | +0.31    |
|      | Esmé Kamphuis Judith Vis           | Paesi Bassi | 1:44.36 | +0.35    |
| 4    | Elfje Willemsen Hanna Mariën       | Belgio      | 1:44.48 | +0.47    |
| 5    | Cathleen Martini Christin Senkel   | Germania    | 1:44.51 | +0.50    |
| 6    | Caroline Spahni Ariane Walser      | Svizzera    | 1:45.11 | +1.10    |
| 7    | Paula Walker Rebekah Wilson        | Regno Unito | 1:45.28 | +1.27    |
| 8    | Anja Schneiderheinze Lisette Thöne | Germania    | 1:45.44 | +1.43    |
| 9    | Christina Hengster Viola Kleiser   | Austria     | 1:46.28 | +2.27    |

## Medagliere
| Posizione | Paese       | Oro | Argento | Bronzo | Totale |
| --------- | ----------- | --- | ------- | ------ | ------ |
| 1         | Svizzera    | 3   | 1       | 0      | 4      |
| 2         | Germania    | 0   | 1       | 2      | 3      |
| 3         | Regno Unito | 0   | 1       | 0      | 1      |
| 4         | Paesi Bassi | 0   | 0       | 1      | 1      |
| Totale    | Totale      | 3   | 3       | 3      | 9      |